# Димитър Петков
Вижте пояснителната страница за други личности с името Димитър Петков.
Димитър Николов Петков е български политик, лидер на Народнолибералната партия. Оглавява 27-ото правителство на България (1906 – 1907). Баща е на земеделските политици Никола Петков и Петко Петков.

## Биография

### Ранни години
Роден е на 21 октомври (2 ноември) 1858 година в село Башкьой, Тулчанско, но произхожда от род на изселници от село Войнягово, Карловско.
През 1875 г. заминава за Одеса, където попада в средите на българските емигранти. Година по-късно участва в Сръбско-турската война в четата на Филип Тотю и Панайот Хитов. По време на Руско-турската война (1877-1878) е доброволец в Първа дружина на българското опълчение, участва в боевете при Свищов, Стара Загора и Шипка. Тежко ранен, Петков губи лявата си ръка. За храбростта си е награден с Георгиевски кръст за храброст, връчен му лично от император Александър II.

### В политиката
След войната Димитър Петков е чиновник в Министерството на вътрешните работи. През този период той активно се самообразова и става редовен посетител на сбирките в дома на водача на Либералната партия Петко Каравелов. През март 1881 година в консервативния вестник „Български глас“ излиза статия, според която Петков се изказвал одобрително за убийството на император Александър II, нещо, което се налага той многократно публично да отрича. Противопоставя се на Режима на пълномощията, за което е осъден и остава в затвора от 1882 до 1884 г. След освобождаването си става близък сътрудник на Стефан Стамболов и се присъединява към създадената от него през 1886 г. Народнолиберална партия.

### При управлението на Стамболов
При управлението на Стефан Стамболов Димитър Петков е кмет на София от 1 септември 1888 до 7 октомври 1893 година, първият кмет след Освобождението, заемал поста за толкова дълъг период.
Като кмет на София Димитър Петков проявява забележителна енергия и размах. В реч пред Градския съвет от 1889 г. той очертава посоката за развитие на града и убеждава съветниците да гласуват за сключване на огромен за времето си десетмилионен заем от Лондонската банка, предназначен за градоустройство. С помощта на този заем през следващите години започва прокарването на улици и канализацията им. Константин Иречек описва това така: „прокарват се безпощадно нови улици и до стара София се изгражда нов... почти модерен град“. Развитието на градската инфраструктура се провежда без особена грижа за историческото наследство, като по изричното разпореждане на Петков са разрушени 6 средновековни църкви с техните стенописи.
През 1892 г. се провежда международен конкурс за проект на софийската канализация. Спечелен е от Момчил Момчилов с предложение за обща мрежа за отвеждане на битовите отпадни и дъждовните води. Изграждането на канализацията започва в края на века, а към 1910 г. вече са канализирани над 80% от улиците.
Редактор е на вестник „Свобода“. През 1892 издава сборник с документи свързани с политиката на Русия в България, „Окупационен фонд, основан за създаване на Руско-Дунавска област“. Той е председател на парламента (1892 – 1893) и член на правителството (1893 – 1894). От 3 до 17 май 1893 г. е председател на IV велико народно събрание.

### Партиен лидер
Димитър Петков става свидетел на убийството на Стефан Стамболов през 1894 година, за което обвинява княз Фердинанд I. През следващите години издава сатиричния вестник „Свирка“, за което получава прозвището Свирчо. След смъртта на Димитър Греков през 1901 г. оглавява Народнолибералната партия и става вътрешен министър в правителството на Рачо Петров (1903 – 1906).
Доста по-късно, през 1910 година, парламентарна анкета установява, че докато е управлявал, в качеството си на вътрешен министър, Фонда за подпомагане на бежанците от Македония и Одринска Тракия, Димитър Петков е внасял парите от фонда в лична лихвена сметка в Българската народна банка. След смъртта му с тези пари продължава да се разпорежда настойникът на децата му. Подобни злоупотреби са обичайни за министрите през онзи период.
В края на 1906 Петков застава начело на правителството. През декември е обявена обща стачка в железниците, но правителството отхвърля правото на стачка и използва армията, за да не се прекъсне работата на железопътния транспорт.
Друго значително събитие през няколкото месеца на това правителство е Университетската криза. През януари 1907 г. студенти освиркват княз Фердинанд при откриването на Народния театър. Провеждат се дебати в парламента и се вземат строги мерки: правителството затваря висшето училище за 6 месеца и уволнява професорите. Гласуван е нов закон за университета, който ограничава академичната автономия. Всяка критика срещу държавния глава се забранява, а за вестниците и журналистите, които нарушават забраната, се предвижда конфискация, глоба и затвор.
Към 17 часа на 11 март (26 февруари стар стил) 1907 година Димитър Петков е прострелян с пистолет и умира близо до къщата на Сърмаджиев на булевард „Цар Освободител“ в София. При атентата е ранен и придружаващият го министър на търговията и земеделието Никола Генадиев. Нападението е извършено от Александър Петров, уволнен чиновник от Българската земеделска банка, с подбудителството на хора от редакцията на свързания с Народната партия вестник „Балканска трибуна“. През юни Петров е осъден на смърт и обесен.
Димитър Петков е погребан между гробовете на Стефан Стамболов, убит при подобни обстоятелства, и Димитър Греков.

## Семейство
Димитър Петков се жени на 20 юли 1886 за битолчанката Екатерина Ризова (1869 – 1937), сестра на приятеля му Димитър Ризов. Двамата имат 4 деца: Радка, починала скоро след раждането си в 1887 година, София (1890 – 1952), Петко (1891 – 1924) и Никола (1893 – 1947). Бракът е неуспешен и те се развеждат на 10 декември 1895 г.

## Награди
- Орден „Свети Александър“ II степен

## Памет
На Димитър Петков е наречена улица в София (Карта).